# Eleanor Dickinson
Eleanor May Dickinson –conocida como Ellie Dickinson– (Carlisle, 4 de junio de 1998) es una deportista británica que compite en ciclismo en las modalidades de ruta y pista.
Ganó tres medallas en el Campeonato Mundial de Ciclismo en Pista entre los años 2018 y 2020, y cuatro medallas en el Campeonato Europeo de Ciclismo en Pista entre los años 2017 y 2019.

## Medallero internacional
| Campeonato Mundial | Campeonato Mundial        | Campeonato Mundial | Campeonato Mundial      |
| Año                | Lugar                     | Medalla            | Competición             |
| ------------------ | ------------------------- | ------------------ | ----------------------- |
| 2018               | Apeldoorn ( Países Bajos) | Medalla de plata   | Persecución por equipos |
| 2019               | Pruszków ( Polonia)       | Medalla de plata   | Persecución por equipos |
| 2020               | Berlín ( Alemania)        | Medalla de plata   | Persecución por equipos |
| Campeonato Europeo |                           |                    |                         |
| Año                | Lugar                     | Medalla            | Competición             |
| 2017               | Berlín ( Alemania)        | Medalla de oro     | Madison                 |
| 2017               | Berlín ( Alemania)        | Medalla de plata   | Persecución por equipos |
| 2018               | Glasgow ( Reino Unido)    | Medalla de oro     | Persecución por equipos |
| 2019               | Apeldoorn ( Países Bajos) | Medalla de oro     | Persecución por equipos |

1. 1 2 3  Compitió en la ronda de clasificación.

## Palmarés
2018
- 3.ª en el Campeonato del Reino Unido en Ruta [2]